# تاريخ السراسنة
تاريخ إمبراطوريات السراسنة أو تاريخ السراسنة (السراسنة لقب أطلقه الأوروبيين في ذلك الوقت على المسلمين) هو كتاب كتبه سيمون أوكلي من جامعة كامبريدج ونُشر لأول مرة في أوائل القرن الثامن عشر. تمت إعادة طباعة الكتاب عدة مرات، بما في ذلك في لندن عام 1894.  وقد نُشر الكتاب في مجلدين يفصل بينهما عقد من الزمن.

## المؤلف
كرّس سيمون أوكلي، قس سووافيسي في كامبريدجشاير، نفسه منذ سن مبكرة لدراسة اللغات والعادات الشرقية وعُيِّن أستاذًا للغة العربية في جامعة كامبريدج عام 1711. المجلد الأول من عمله المعروف عمومًا باسم تاريخ السراسنة، ظهر في عام 1708 تحت عنوان غزو المسلمين سوريا وفارس ومصر، أما المجلد الثاني فقد ظهر في عام 1718، بمقدمة مؤرَّخة من قلعة كامبريدج، حيث سُجن آنذاك بسبب الديون. ويتحدث إدوارد جيبون، الذي أُعجب بأعماله واستفاد منها، عن مصيره باعتباره "المصير غير لائق بالرجل وبلاده".

## المحتويات
يمتد تاريخ أوكلي من وفاة محمد في عام 632، إلى وفاة عبد الملك بن مروان في عام 705؛ وقد تُرك العمل غير مكتمل بسبب وفاة المؤلف في عام 1720. إن كتاب حياة محمد، الذي صدر في الطبعة الثالثة من كتابه تاريخه ، والذي صدر لصالح ابنته الفقيرة في عام 1757، من تأليف روجر لونغ [الإنجليزية] .

## سمعة العمل وتأثيره
استند أوكلي في عمله على مخطوطة عربية في مكتبة بودليان والتي أعلن العلماء اللاحقون أنها أقل جدارة بالثقة مما تصورها.  كتب ستانلي لين بول في قاموس السيرة الوطنية :
| « | استند العمل إلى مخطوطة في مكتبة بودليان منسوبة إلى المؤرخ العربي الواقدي، مع إضافات من جرجس بن العميد، أبو الفداء، ابن العبري، وآخرين. ومع ذلك، أثبت هندريك أرينت هاماكر [الإنجليزية] أن المخطوطة المعنية ليست "كتاب المغازي" الشهير للواقدي، بل "فتوح الشام"، وهو عمل قليل السلطة، والذي تم وصفه بأنه "رواية رومانسية وليس تاريخًا" | » |

استشهد برأي ويليام روبرتسون سميث في المقال عن أوكلي من الطبعة التاسعة من الموسوعة البريطانية. المؤلف المذكور معروف الآن باسم الواقدي الزائف. يلاحظ لين بول أن التاريخ
| « | لقد شكلت على مدى أجيال المصدر الرئيس للمفاهيم المتوسطة للتاريخ الإسلامي المبكر. | » |

وقد وصف ألفريد رايني والر عمل المؤلف على النحو التالي:
إن لغته الإنجليزية نقية وبسيطة، وروايته مفعمة بالحيوية والدراما على نحو غير عادي، ورواها بكلمات تناسب موضوعه تمامًا - سواء كان يصف كيف تمكنت كولة ورفيقاتها من إبعاد أسرى دمشق إلى أن جاء شقيقها درار وفرسانه لإنقاذهم، أو يروي القصة المأساوية لموت حسين. وقد تُرجم الكتاب إلى الفرنسية [من قبل أ. ف. جولت] في عام 1748، وظل لفترة طويلة يُعتَبر مرجعًا موثوقًا به. وباعتباره تاريخًا، فإن عيوبه واضحة، فوصفه لغزو بلاد فارس، على سبيل المثال، طفيف للغاية لدرجة أنه لم يذكر حتى معركة القادسية الحاسمة؛ ولم يُبذَل أي محاولة لفحص أسباب النجاحات السريعة التي حققتها الأسلحة المسلمة: إنه في الواقع يشبه مجموعة من الملاحم أكثر من كونه تاريخًا. ومع ذلك، فإن مثل هذه العيوب لا تضعف من قيمته الأدبية الفريدة.

استوحى الشاعر جون هيوز [الإنجليزية] في عام 1720 مسرحيته حصار دمشق [الإنجليزية] من المجلد الأول من العمل.

## روابط خارجية
- §2. تاريخ المسلمين لأوكلي في تاريخ كامبريدج للأدب الإنجليزي والأمريكي في 18 مجلدًا (1907-1921).